# ベアボーンキット
ベアボーンキット(Barebone kit)とは、パソコンの組み立てキットの一種。HDDやメモリなど一部の部品を取り付けることで完成する。ベアボーンとも呼ばれる。

## 概要
本来の「bare bone」とは「むき出しの骨、すなわち骨子」というような意味である。
基本的には自作パソコンのパーツのうち、ケースに電源とマザーボードがセットされたもので、これにパソコンとして動作させるために必要な残りのパーツを別途用意して組み立てる。メーカー製などの完成品のパソコンと自作パソコンの中間に位置すると言える。マザーボードメーカーやケースメーカーから製造販売されている場合が多い。
中にはCPUや光学ドライブ、フロッピードライブ、キーボード、マウス等がセットになった物もあるが、メモリとハードディスクドライブ（HDD）、グラフィックカード、モニターはたいていの場合別売りである。グラフィック機能についてはマザーボードに内蔵されカスタマイズできないモデルも珍しくない。
一般に小型である場合が多く、標準的なMicroATX規格やFlexATX規格のマザーボードとマイクロケースを使ったものが多いが、さらなる小型化を求めたものではケース共々専用設計で作られているパーツも少なからず見られる。形状もMicroATX規格に準拠したケースから立方体に近いキューブ型や薄型のものなどなどさまざまである。拡張性はその形状によって左右され、MicroATX規格の場合には背面に4スロット程度確保されているものが基本であるが、小型化を追求したものでは拡張性を犠牲にしたものが多く、必要な機器は全てUSBで外部接続するというスタイルのものも多い。
ノートパソコンのベアボーンも数多く存在する。この場合、多くはCPU・メモリ・HDD程度を追加すればパソコンとして完成するが、それ以上のカスタマイズは難しい物が多い。
これらベアボーンにパソコンショップが独自にパーツを組み合わせ、ショップブランドのパソコンとして販売している例も見られる。また、通信販売や家電量販店へのOEM供給などを販売ルートの主力とするホワイトボックスパソコンのメーカーの中には、台湾や中国のメーカーのそれ単体で入手可能な既製品やホワイトボックスパソコンメーカー向け仕様のベアボーンを一括大量調達して輸入し、これをベースに日本国内の工場で組み立てを行い、自社ブランドの「日本製パソコン」と銘打って販売を行っているものが存在していることも事実である。特にノートパソコンについては、日本のホワイトボックスパソコンのメーカーには自社オリジナルのベアボーンを社内で設計・製造する能力を持っているものは無いに等しく、実際にはほぼ全てがMSIやHECなどの海外メーカーの既製品のベアボーンをベースにしており、これのメーカーロゴのデカールなどを自社仕様にカスタマイズした物の供給を受けて、パーツを取り付ける形で自社製品化している。

## ベアボーンキットの利点と注意点
市販されているベアボーンキットの多くは小型であり、その特徴についても多くは完成品として販売されている市販の小型パソコンのそれと共通する一面がある。

### 利点
- 自作パソコン同様、CPUの性能やメモリ、HDDの容量を予算や用途に合わせて選ぶことができるなど、メーカー製のパソコンよりも自由度が高い一方で、一般的な自作パソコンよりも小型のパソコンが製作できる。
- 小型のベアボーンキットを選べば、一般的な規格に基づくサイズの自作パソコンよりも小型の自作パソコンを比較的容易に制作・入手できる。
- 大抵の場合マザーボードの固定やスイッチ、ランプ類の結線が不要であるため、全てを自分で組み立てる物に比べて作業が極めて容易である。よって自作経験の無い初心者でも組み立てやすく自作の入門にも適している。
- ATXなどの既存規格のマザーボードでは不可能な形状を実現できる。ノートパソコン型ベアボーンもその一例である。

### 注意点
まず、小型パソコン全般に言えることではあるものの、コンパクトさと高い拡張性を両立させているモデルは少数派である。選択できるCPUやメモリーの範囲が一般のマザーボードより少なかったり、ハードディスクも台数の制限がある場合が多い。また、デスクトップ型でも超小型のものの場合には、ハードディスクやメモリについて小型のノートパソコン向けのものを使用する設計であることも珍しくない。その為、概して組立て前のパーツの調達段階での事前の確認が必要である。また、拡張用のカードを装着可能であっても、幅の小さいロープロファイルタイプに限定される場合がある。
また、デスクトップ向けでもスリム型や小型のベアボーンでは、電源ユニットの能力もハイパワーの物は少ない上に小型化などの都合でキットやケースに合わせて作られた専用設計品である事が多く、この場合には一般的に市販されているATX電源やSFX電源への交換ができず、全体の消費電力の合計を常に勘案しながらパーツを選択しなければならない、さらに言えば電源ユニットの性能にパーツ選択が左右され時に妥協を余儀なくされるという問題がある。この電源の給電能力がネックとなり、ハイパフォーマンスのパソコンを製作する事が現実的に見て不可能なベアボーンも多い。また、これも小型パソコンにも通じることであるが、小型のベアボーンキットにハイパワーのパーツを組み込めたとしても、今度は往々にしてオーバーヒートや放熱、冷却ファンの動作音の問題など、ケース内部の熱処理にまつわる問題が付きまとうこととなる。だが、特に小型のベアボーンではヒートシンクなどの冷却系パーツも必要最小限の大きさで設計された専用品が用いられていることが多く、吸排気用のファン以外は概して市販されているものに交換することが困難であり、吸排気用ファンも高性能の物に交換した場合、高速度と引き換えに動作音が大きくなるというジレンマを抱えることになる。
特に電源ユニットが専用設計の小型ベアボーンを使って自作する場合、電源ユニットの故障時についても同サイズの代替品の確保が簡単にできなかったり、輸入代理店が修理部材扱いで販売していても高価であったりするなどして、結局、メーカー保証が切れた状況で故障し有償修理となる場合、ケース自体を交換する必要に迫られる、あるいはベアボーン自体を交換したほうが安上がりとなってしまう事も少なくない。
また、一部のパソコンメーカー・パソコンショップの中には、OEMベアボーンを利用した自社ブランドのハイエンド小型パソコンについて、当初から電源ユニットの能力の限界に近いパーツ構成で作られており、パーツの増設が事実上不可能であったり、さらにはBTOでフル稼働時に電源ユニットの能力を超過しかねないパーツ構成にできてしまう様な、ある意味で問題を抱えているものも存在している（当然ながら、電源ユニットへ稼働中ずっと高負荷が掛かり続ける事は、電源ユニットやマザーボードなどへの致命的な故障発生に直結しやすい）。